# Свети Атанасий (Неред)
Вижте пояснителната страница за други значения на Свети Атанасий.
„Свети Атанасий“ (на гръцки: Ιερός Ναός Αγίου Αθανασίου) е възрожденска православна църква в леринското село Неред (Полипотамо), Гърция, част от Леринската, Преспанска и Еордейска епархия на Вселенската патриаршия, под управлението на Църквата на Гърция.
Църквата е гробищен храм, изграден в северната част на селото. Към началото на XX век заедно със „Свети Николай“ е в ръцете на гръцката община в селото, като в едната от тях службите са се редували на гръцки и български до построяването на българската църква „Свети Лука“. Храмът е каменен, 1 m вкопан в земята. Има разбовани таван, амвон и иконостас с икони от 1845 година. Покривът е бил с каменни плочи, но днес е с керемиди. Каменният под е запазен в нартекса. Камбанарията на няколко метра от църквата е оригинална.